# Sinikka
Sinikka ist ein weiblicher Vorname.

## Herkunft und Bedeutung
Der Name ist die finnische Langform von Sini.

## Bekannte Namensträgerinnen
- Sinikka Kukkonen (1947–2016), finnische Orientierungsläuferin und Ski-Orientierungsläuferin
- Sinikka Langeland (* 1961), norwegische Musikerin
- Sinikka Schubert (* 1976), deutsch-finnische Schauspielerin